# Quế đơn
Quế hay còn gọi nhục quế, quế bì (danh pháp khoa học: Cinnamomum cassia) là loài thực vật có hoa trong họ Nguyệt quế. Loài này được (Nees & T.Nees) J.Presl miêu tả khoa học đầu tiên năm 1825.